# Premsa-alls

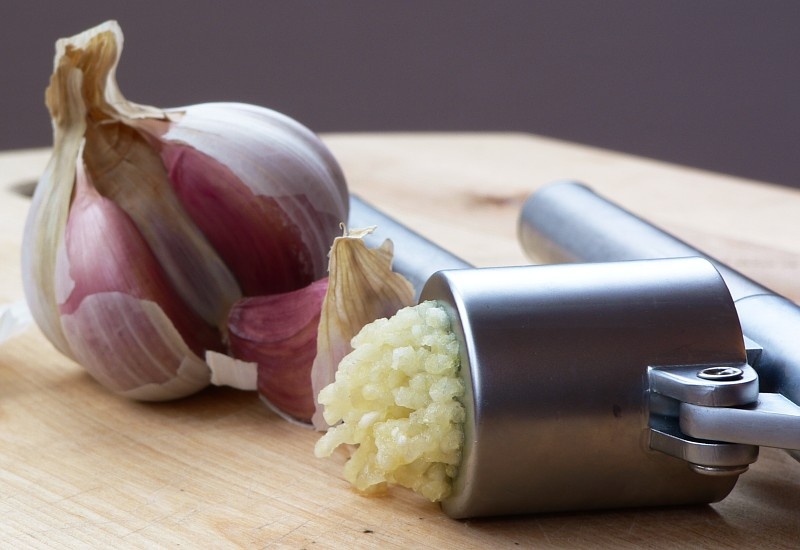
Premsa-alls.

Un premsa-alls és un estri de cuina dissenyat per aixafar alls sobre un tamís de petits forats, la forma és molt similar a la d'unes pinces acabades en una mena de pistó o cavitat on es col·loquen els grans d'all. La premsa empra la pressió d'una palanca de primer grau per aixafar els alls sobre una superfície amb petites perforacions.

## Característiques
Es té la creença que les premses d'all poden modificar lleugerament els sabors de l'all a causa que la pressió pot arribés a ser tan elevada que afecti les estructures cel·lulars del teixit dels alls, trencant pareced cel·lulars i alliberant els compostos que proporcionen el sabor. Altres fonts prefereixen el gust de l'all procedent de premsa. El xef de la dieta d'aliments crus Renée Underkoffler diu "La pasta d'all procedent de la premsa té un sabor més suau, més delicat que el que es talla fi ja que exclou l'arrel central que li dona aquest sabor amarg."
D'altra banda, alguns xefs diuen que les premses d'all  ofereixen un sabor de qualitat inferior comparat amb el mateix all tallat en petits daus, particularment els alls aixafats amb una banda del ganivet o amb un objecte pla i gran. Per exemple, el xef Anthony Bourdain diu que les premses d'all són "abominacions" i adverteix: " do not put it through a press (No ho posis a la premsa ).

## Variants
Hi ha altres alternatives per treure puré dels alls, una d'elles podria ser l'ús d'un passapuré, però resulta inadequat per la gran grandària de l'instrument, més quan a la cuina només es vol treure puré d'entre quatre a sis grans d'all. Un mètode curiós que se sol emprar amb èxit és el de passar els alls per una targeta de crèdit igual que una llima i sobre els relleus de la targeta van quedant petites parts de l'all, alguns dissenyadors d'instruments de cuina ja han dissenyat instruments similars (però amb més relleu).